# Carlota d'Orleans
Carlota d'Orleans, nascuda Charlotte-Aglaé d'Orléans i senzillament anomenada Mademoiselle de Valois, (París, Regne de França 1700 - Mòdena, Ducat de Mòdena 1761) fou una princesa francesa de sang reial pertanyent a la Casa dels Orleans amb el tractament d'altesa reial. Es casà amb el duc Francesc III de Mòdena l'any 1720.

## Orígens familiars
Nascuda a París el dia 22 d'octubre de l'any 1700 sent filla del príncep Felip d'Orleans i de la princesa Francesca Maria de Blois. Carlota era neta per via paterna del duc Felip d'Orleans i de la princesa Elisabet Carlota del Palatinat i per via materna del rei Lluís XIV de França i de la marquesa de Montespan.
Fou germana del duc Lluís III d'Orleans; de Lluïsa Elisabet d'Orleans, casada amb el duc de Berry Carles de França; i de Lluïsa Elisabet d'Orleans, casada amb Lluís I d'Espanya.

## Núpcies i descendents
El 20 de febrer de 1720 es realitzà el casament "per poders" al Palau de les Teuleries, a París, i "en persona" el 21 de juny del mateix any a la ciutat de Mòdena amb el duc Francesc III de Mòdena, fill del duc Reinaldo I de Mòdena i de la princesa Carlota Felicitat de Brunsvic-Lüneburg. La parella tingué:

- SA el príncep Alfons de Mòdena, nat el 1723 i mort el 1725 a Mòdena.

1. SA la princesa Maria Teresa de Mòdena, nada el 1726 a Mòdena i morta el 1754 a París. Es casà amb el duc Lluís de Borbó, Duc de Penthièvre (1725-1793).
2. SA el duc Hèrcules III de Mòdena, nat el 1727 a Mòdena i mort el 1803 a Brisgòvia. Es casà amb la princesa Maria Teresa Cybo Malaspina (1725-1790).
3. SA la princesa Matilde de Mòdena, nada a 1729 a Mòdena i morta el 1803 a Brisgòvia.
4. SA la princesa Maria Fortunata de Mòdena, nada el 1731 a Mòdena i morta a Venècia el 1803. Es casà amb el príncep Lluís Francesc de Borbó, Príncep de Conti (1734-1814).
5. SA la princesa Beatriu de Mòdena, nada el 1734 i morta el 1736 a Mòdena.
6. SA la princesa Elisabet de Mòdena, nada el 1741 i morta el 1774 a Mòdena.
7. SA el príncep Francesc de Mòdena, comte de Sant Andreu, nat el 1743 i mort el 1821 a Mòdena.
8. SA el príncep Frederic de Mòdena, comte de Sant Romà, nat el 1745 a Mòdena i mort el 1820.

Sense interés per la vida al palau ducal de Mòdena, a partir de 1750 es traslladà a viure a la cort del rei Lluís XV de França, aconseguint des d'aquesta posició el casament de diversos fills seus amb nobles francesos.
Morí el 19 de gener de 1761 a la ciutat de Mòdena.